# ONE〜あなたに向かって〜
『ONE〜あなたに向かって〜』（ワン あなたにむかって）は、今野友加里の通算2枚目のシングル。1995年2月5日にアポロンより発売された。

## 解説
前作「My White Resort」より約2年ぶりのリリース。「ONE〜あなたに向かって〜」はバンダイ社「超球命体ガンボール」CMソングに起用された。

## 収録曲
1. ONE〜あなたに向かって〜
  - 作詞：只野菜摘、作曲：山中紀昌、編曲：矢野立美
  - バンダイ社「超球命体ガンボール」CMソング
2. 好きだということ
  - 作詞：只野菜摘、作曲：家原正嗣、編曲：矢野立美
3. ONE〜あなたに向かって〜 (オリジナル・カラオケ)
4. 好きだということ (オリジナル・カラオケ)